# Yllenus mongolicus
Yllenus mongolicus là một loài nhện trong họ Salticidae.
Loài này thuộc chi Yllenus. Yllenus mongolicus được Jerzy Prószyński miêu tả năm 1968.